# Водо ди Кадоре
Во̀до ди Кадо̀ре (на италиански: Vodo di Cadore; на ладински: Guodo, Гуодо) е село и община в Северна Италия, провинция Белуно, регион Венето. Разположено е на 901 m надморска височина. Населението на общината е 861 души (към 2014 г.).